# Земплін (комітат)

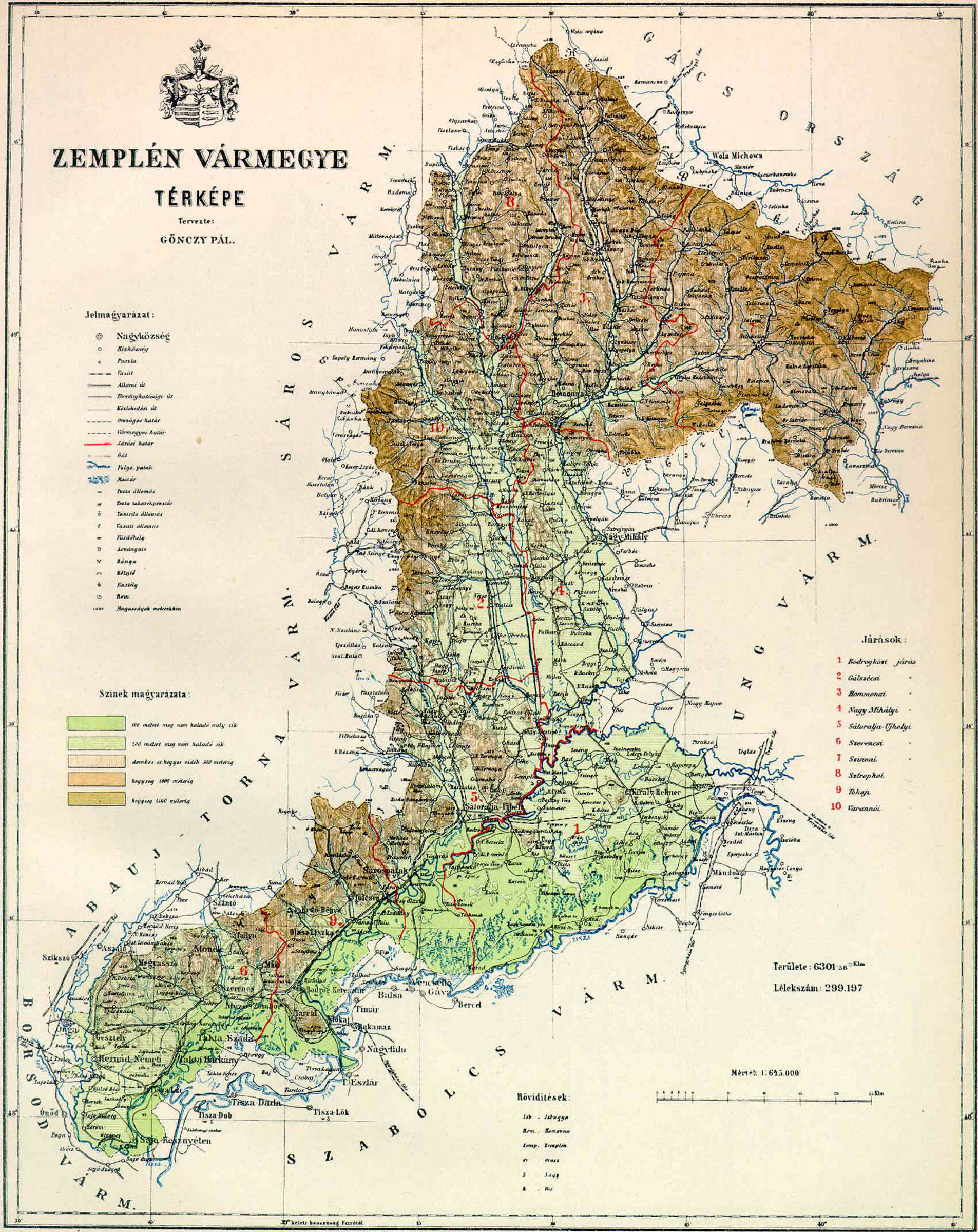
Мапа комітата Земплін

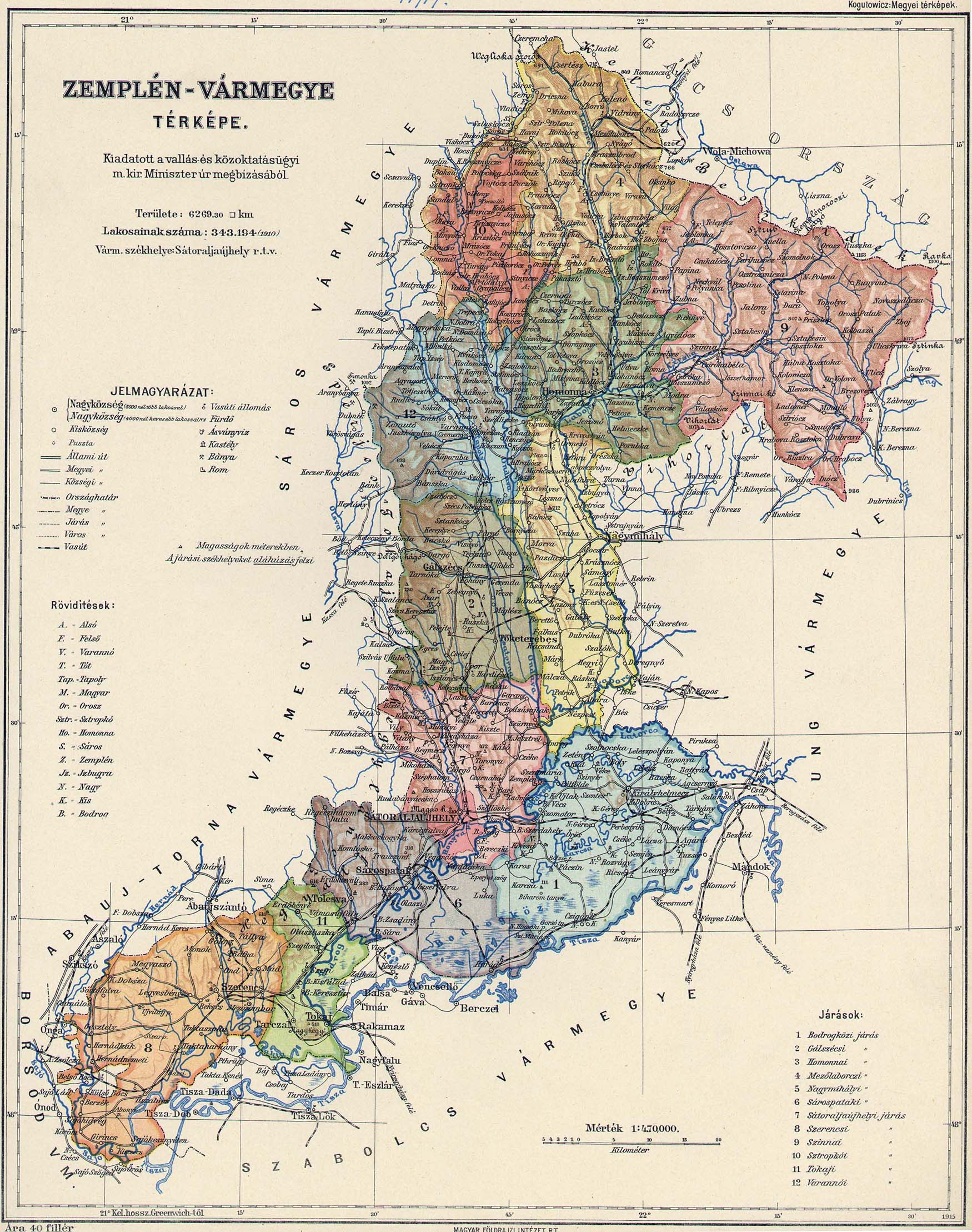
Мапа повітів (járás) комітата Земплін

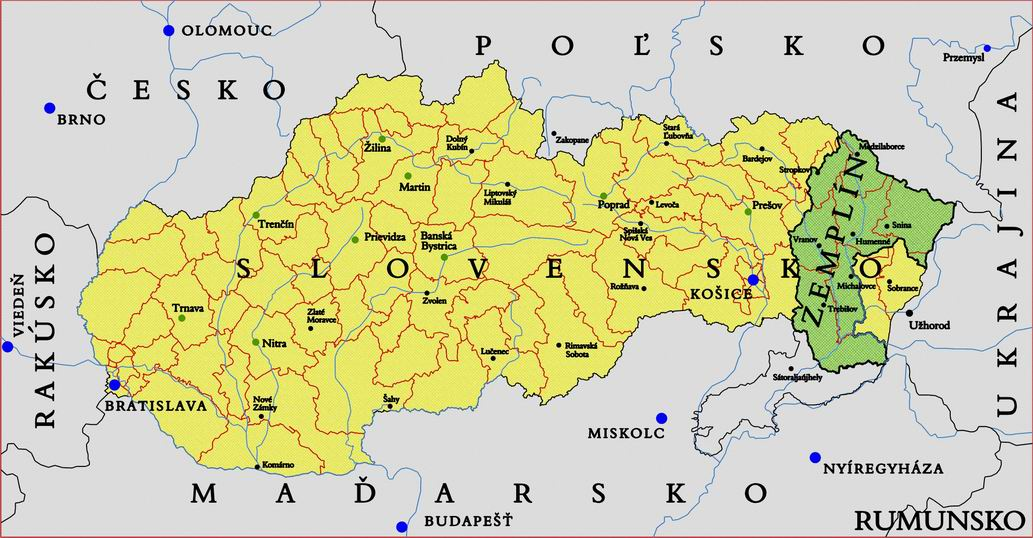
Земплін

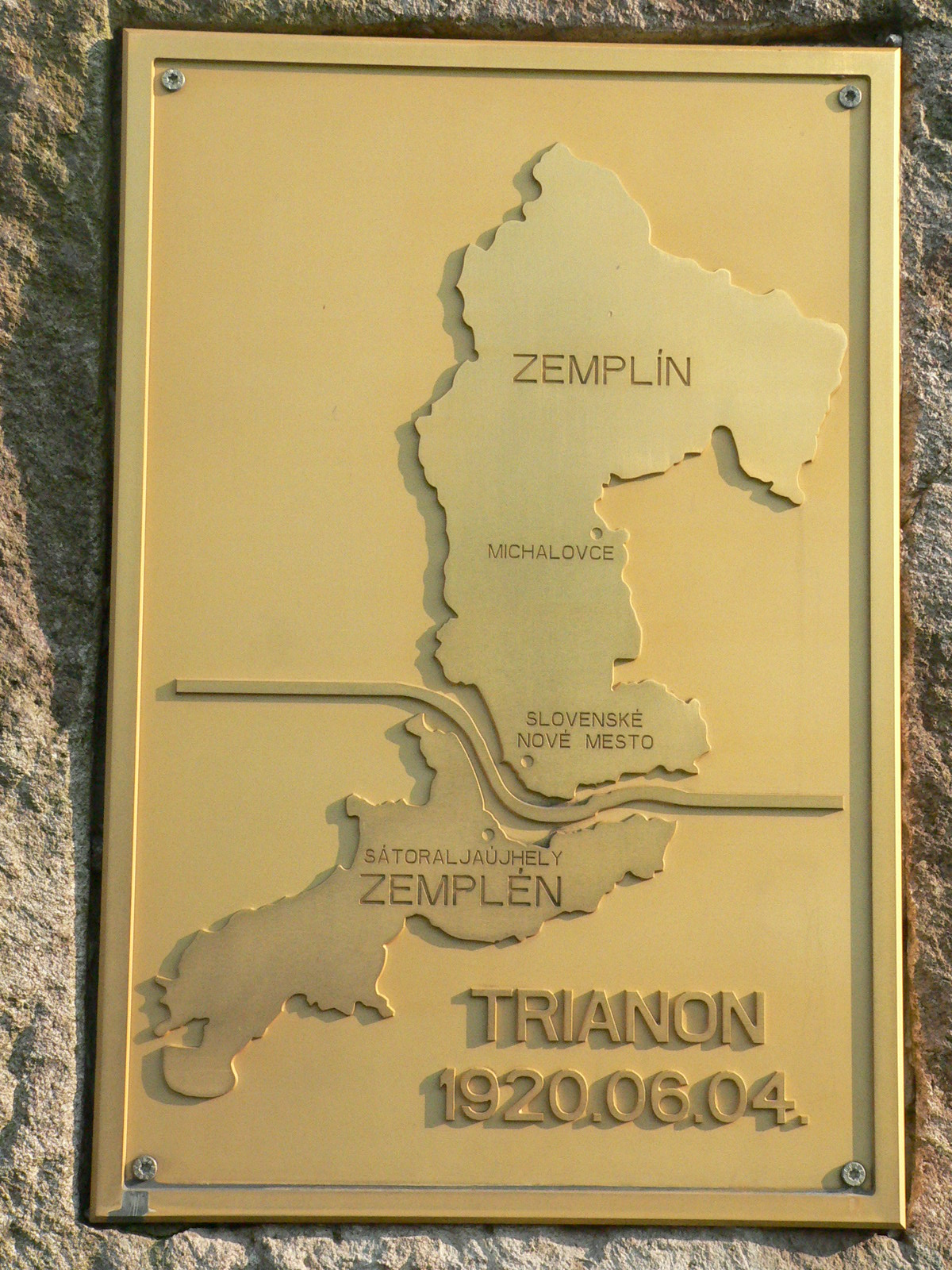
Поділ колишнього комітата Земплін після договору Тріанон (1920)

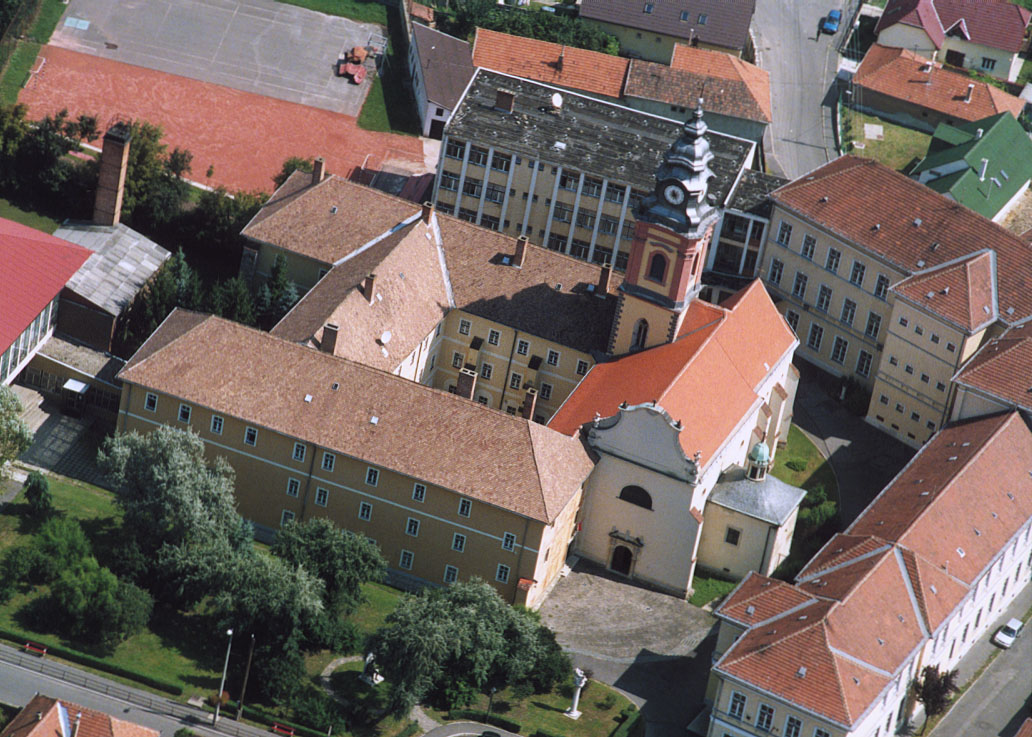
Шаторальяуйхей церква і монастир паулінів

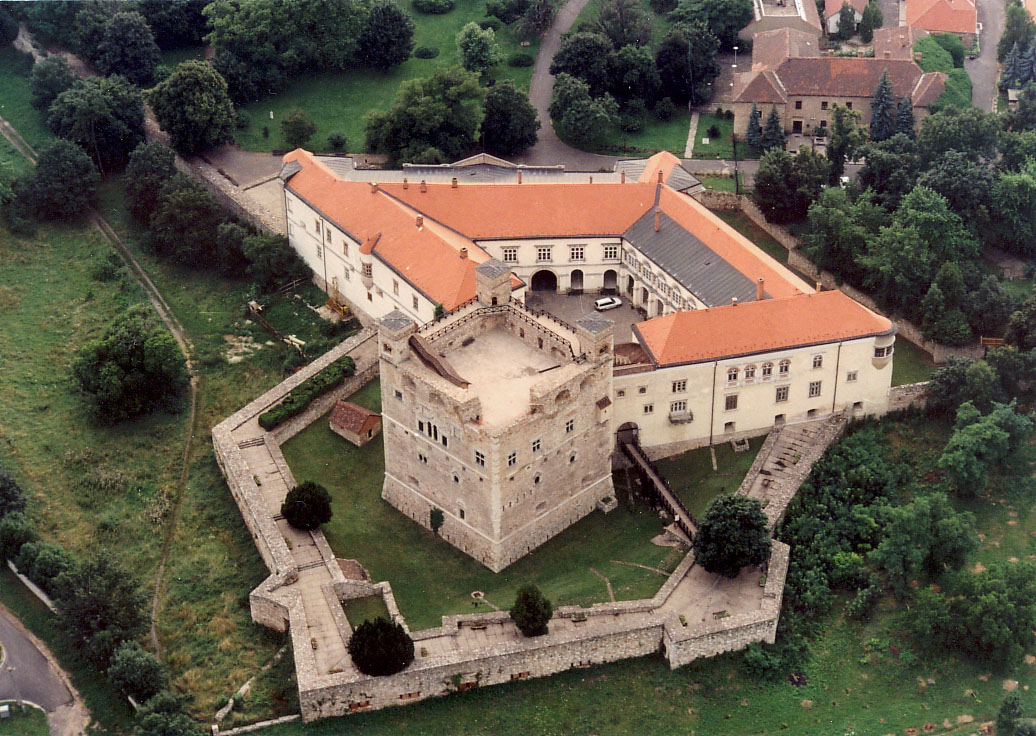
Замок Ракоци в Шарошпатаку

Зе́мплін, Зе́мплінський коміт́ат (угор. Zemplén, словац. Zemplín, нім. Semplin, лат. Zemplinum, укр. Земплін) — історичний комітат (жупа) у північно-східній частині Угорського королівства, який межував з австрійським коронним краєм Королівство Галичини та Володимирії на півночі, Шарошським комітатом на заході, комітатами Сабольч і Боршод на півдні, Абауй-Торна на південному заході та Ужанським комітатом на сході.
Існував з XI століття до 1920 року, коли північна частина комітату перейшла до складу Чехословацької республіки (тепер Словаччина — див. Земплін).
Після утворення ЗУНР українська етнічна частина комітату повинна була увійти до її складу згідно з «Тимчасовим основним законом» від 13 листопада 1918 року.
Північна частина колишнього комітату збігається з територіями сучасних адміністративних округів Словаччини Гуменне, Вранов-над-Топльоу, Требішов, Михайлівці, Меджилабірці, Снина. Південна частина нині входить до складу Угорщини (медьє Боршод-Абауй-Земплен). Невелика частина колишнього комітату (околиці Чопа) була в червні 1945 приєднана до Закарпатської України.

## Географія
Площа комітату становила 6269 км² (1910).
Долини річок Бодрог, Горнад, Лаборець, Латориця, Ондава, Тиса, Топля.
Гірський масив Земплінске Врхи.

## Центр
Починаючи з XI століття, адміністративними центрами комітату були Земплінский Град, Блатни Поток, Сечовце і Шаторальяуйхей.

## Повіти
| Повіти (járás)                         | Повіти (járás)  |
| Повіт                                  | Повітовий центр |
| -------------------------------------- | --------------- |
| Бодроґкєз                              | Кіраліхелмец    |
| Гелзец                                 | Гелзец          |
| Гомонна                                | Гомонна         |
| Мезёлаборц                             | Мезьолаборц     |
| Надьміхай                              | Надьміхай       |
| Шарошпатак                             | Шарошпатак      |
| Шаторальяуйхей                         | Шаторальяуйхей  |
| Серенч                                 | Серенч          |
| Зінна                                  | Зінна           |
| Зтропко                                | Зтропко         |
| Токай                                  | Токай           |
| Варанно                                | Варанно         |
| Вільне місто (rendezett tanácsú város) |                 |
| Шаторальяуйхей                         |                 |

## Населення
Ще в 1830-ті роки на території Земплінського комітату проживало найчисельніше з усіх комітатів Угорського королівства українське населення — близько 100 тисяч осіб.
| Чисельність українців по роках в комітаті Земплін | Чисельність українців по роках в комітаті Земплін |
| Рік                                               | Відсоток                                          |
| ------------------------------------------------- | ------------------------------------------------- |
| 1720                                              | 56,1 %                                            |
| 1782                                              | 41,8 %                                            |
| 1795                                              | 42,7 %                                            |
| 1810                                              | 41,8 %                                            |
| 1820-ті                                           | 42,7 %                                            |
| 1840-ві                                           | 36,0 %                                            |
| 1857                                              | 29,4 %                                            |
| 1900                                              | 10,6 %                                            |
| 1910                                              | 11,4 %                                            |

У XVIII столітті в комітаті Земплін русинів-українців було тут ще більше — 1720 році : 56,1 %, 1782 : 41,8 %, а у 1795 : 42,7 %. Після переведення в 1791-1792 рр. початкових шкіл з української мови на угорську почалася шалена мадяризація. 
Вже в XIX столітті кількість русинів-українців почала стрімко зменшуватись, у 1810 році: 41,8 %, 1820-ті : 42,7 %,  1840-ві : 36,0 %, а у 1857 : 29,4 %. 
Як ми бачимо більшу частину Земпліна заселювали русини-українці і тільки в середині XIX століття їх обійшли угорці.
В останній чверті XIX століття вже більша частина Земпліна була заселена словаками (північ) та угорцями (південь), менша, найпівнічніша (горішня), входила до складу української етнографічної території. Як видно з переписів населення Земплінського комітату за 1900, русинів було 34,831 (10,6 %), а в 1910 — 39,033 (11,4 %). Греко-католиків (які, без сумніву, були за походженням русинами-українцями) було, відповідно, 101,053 (30,8 %) та 103.118 (30,0 %). Таку різницю між офіційно визнаною кількістю русинів і греко-католиків можна пояснити потужною асиміляцією — словакизацією й особливо мадяризацією. Незначно зросла з 1900 до 1910 частка православних — з 127 до 189 осіб, що було пов'язано з поширенням москвофільства серед місцевого населення з відповідним наверненням з греко-католицизму на православ'я.
За останнім угорським переписом, населення становило 343.194 осіб (1910).

### 1900
Населення Земплінського комітату в 1900 нараховувало 327,993 тис. осіб і складалося з таких мовних спільнот:
- Угорці: 174,107 (53,1 %)
- Словаки: 106,114 (32,4 %)
- Русини: 34,831 (10,6 %)
- Німці: 8,072 (2,5 %)
- Румуни: 144 (0,0 %)
- Хорвати: 44 (0,0 %)
- Серби: 1 (0,0 %)
- Інші або невідомо: 4680 (1,4 %)

За даними перепису 1900 року, населення комітату складалося з таких релігійних громад:
- Католики: 123,967 (37,8 %)
- Греко-католики: 101,053 (30,8 %)
- Кальвіністи: 64,457 (19,7 %)
- Євреї: 31,533 (9,6 %)
- Лютерани: 6,807 (2,1 %)
- Православні: 127 (0,0 %)
- Унітарії: 20 (0,0 %)
- Інші або невідомо: 29 (0,0 %)

### 1910
Населення Земплінського комітата в 1910 нараховувало 343,194 тис. осіб і складалося з таких мовних спільнот:
- Угорці: 193,794 (56,5 %)
- Словаки: 92,943 (27,1 %)
- Русини: 39,033 (11,4 %)
- Німці: 9,749 (2,8 %)
- Румуни: 209 (0,0 %)
- Хорвати: 49 (0,0 %)
- Серби: 7 (0,0 %)
- Інші або невідомо: 7410 (2,2 %)

За даними перепису 1910 року, населення комітату складалося з таких релігійних громад:
- Католики: 132,395 (38,6 %)
- Греко-католики: 103,118 (30,0 %)
- Кальвіністи: 67,557 (19,7 %)
- Євреї: 33,041 (9,6 %)
- Лютерани: 6,822 (2,0 %)
- Православні: 189 (0,1 %)
- Унітарії: 30 (0,0 %)
- Інші або невідомо: 42 (0,0 %)